# Pazzano
Pazzano is een gemeente in de Italiaanse provincie Reggio Calabria (regio Calabrië) en telt 752 inwoners (31-12-2004). De oppervlakte bedraagt 15,5 km², de bevolkingsdichtheid is 53 inwoners per km².

## Demografie
Pazzano telt ongeveer 365 huishoudens. Het aantal inwoners daalde in de periode 1991-2001 met 16,2% volgens cijfers uit de tienjaarlijkse volkstellingen van ISTAT.
| Jaar | Inwoneraantal |
| ---- | ------------- |
| 1991 | 954           |
| 2001 | 799           |

## Geografie
De gemeente ligt op ongeveer 460 m boven zeeniveau.
Pazzano grenst aan de volgende gemeenten: Bivongi, Caulonia, Nardodipace (VV), Placanica, Stignano, Stilo.

## Foto's

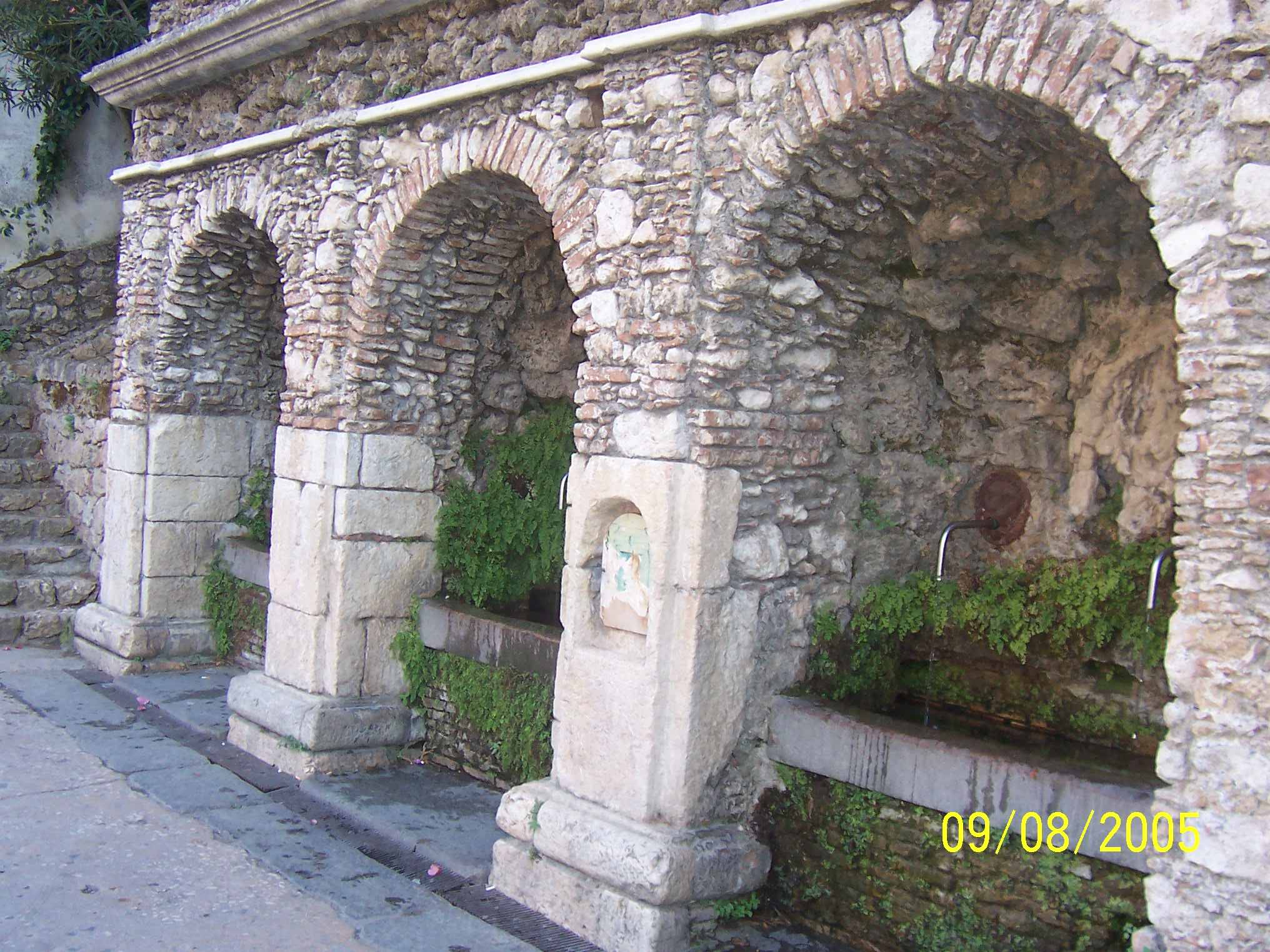
Fontana dei minatori
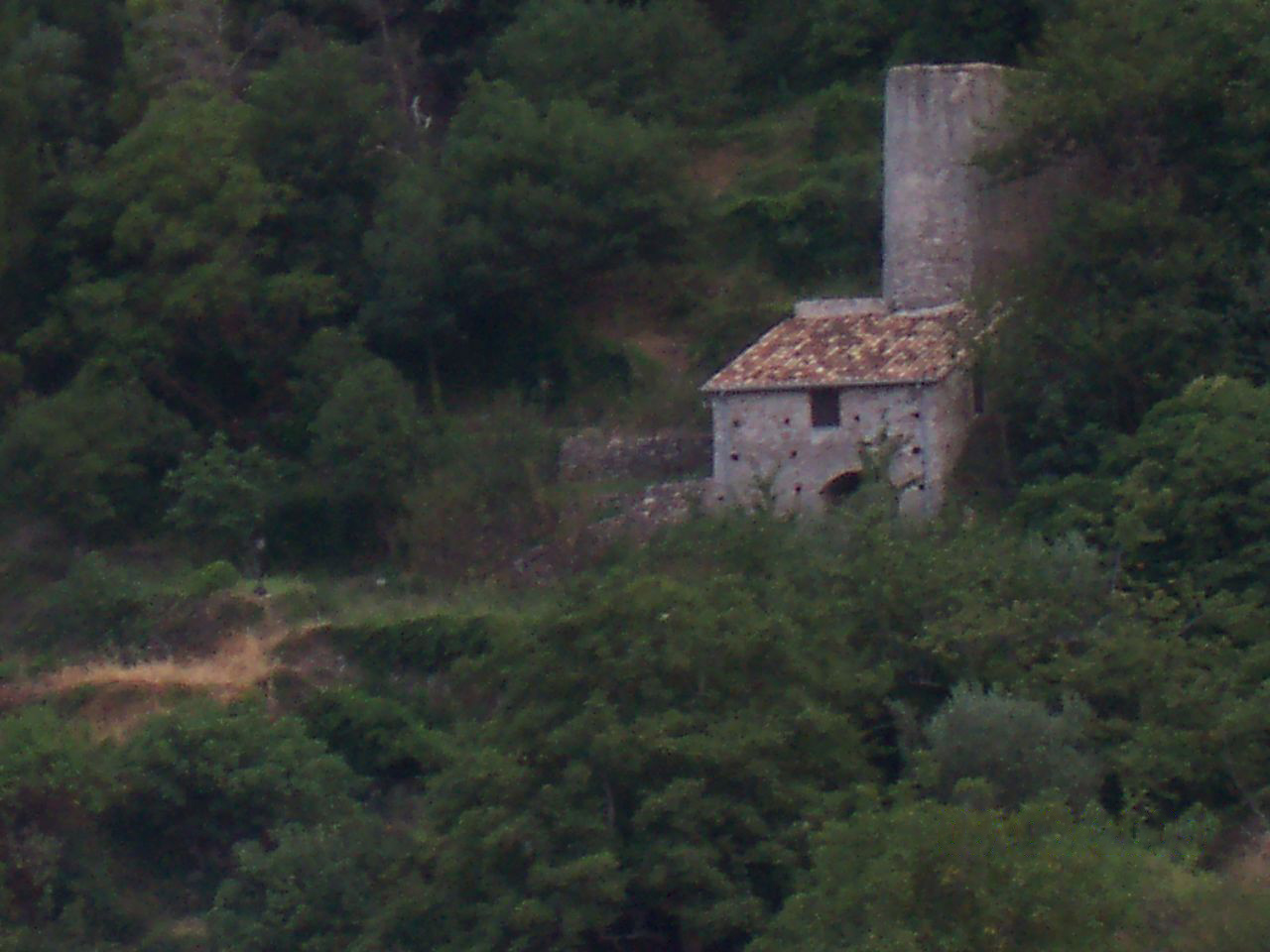
Vecchio mulino
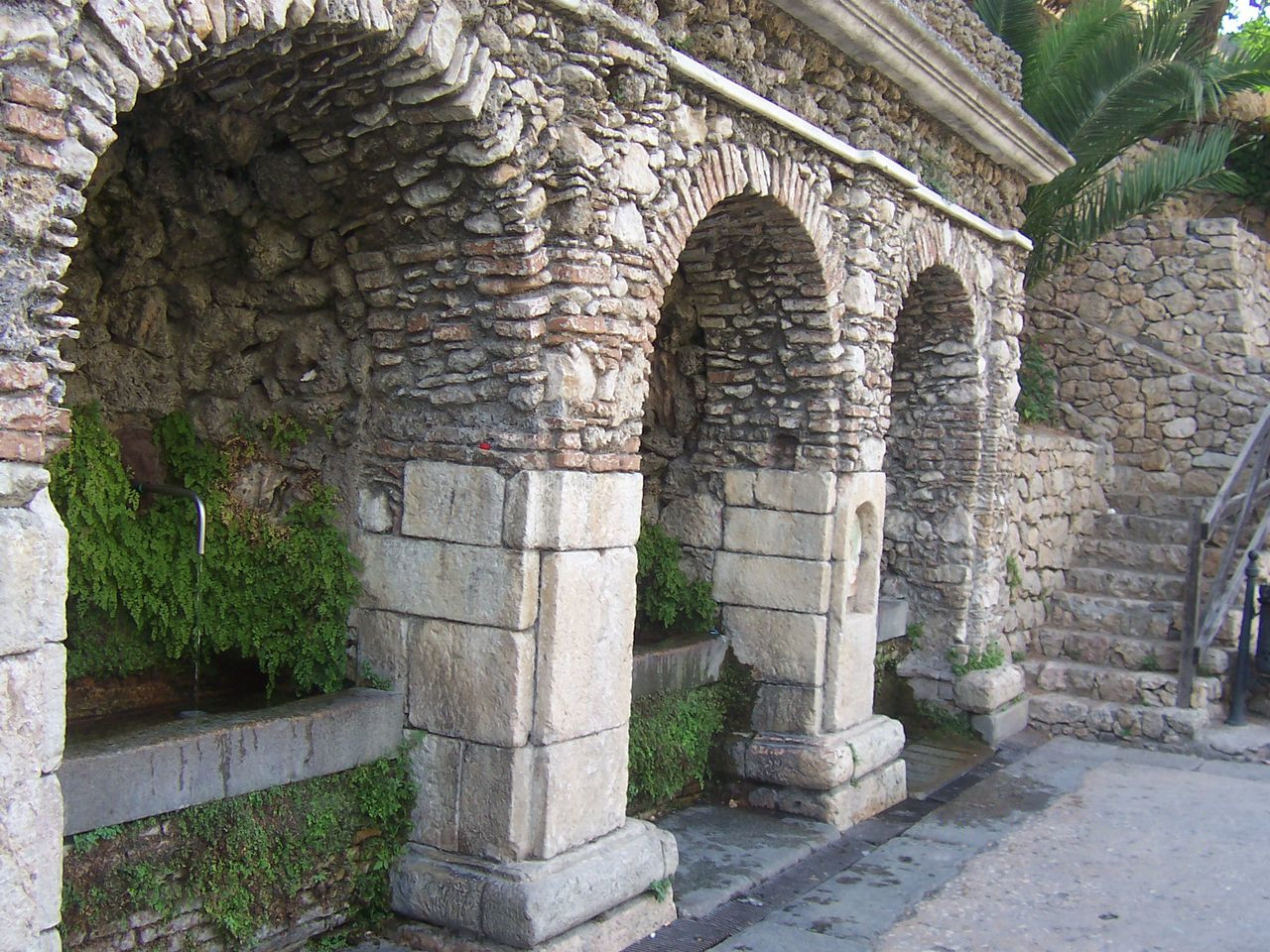
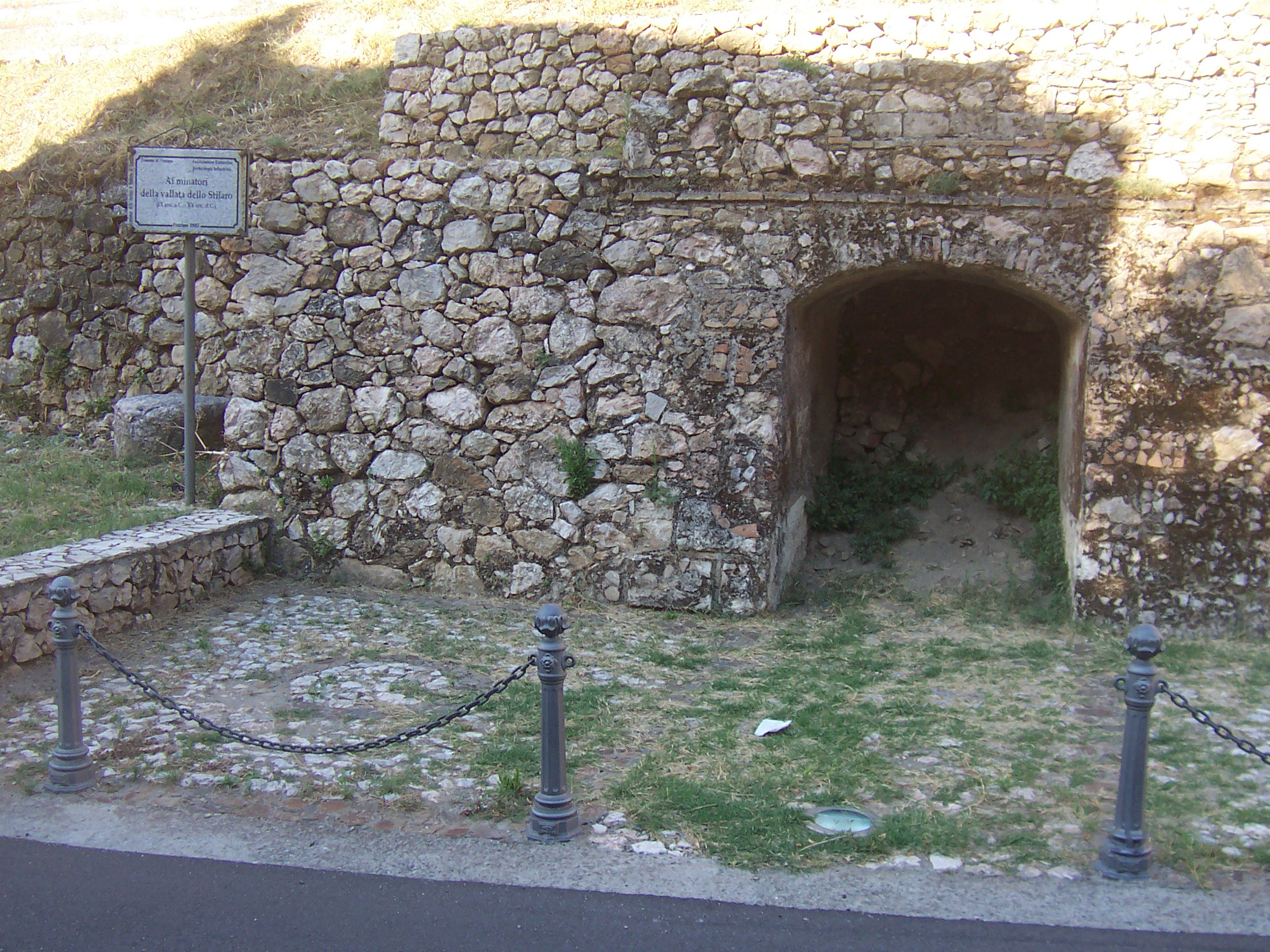
Pazzano's mine
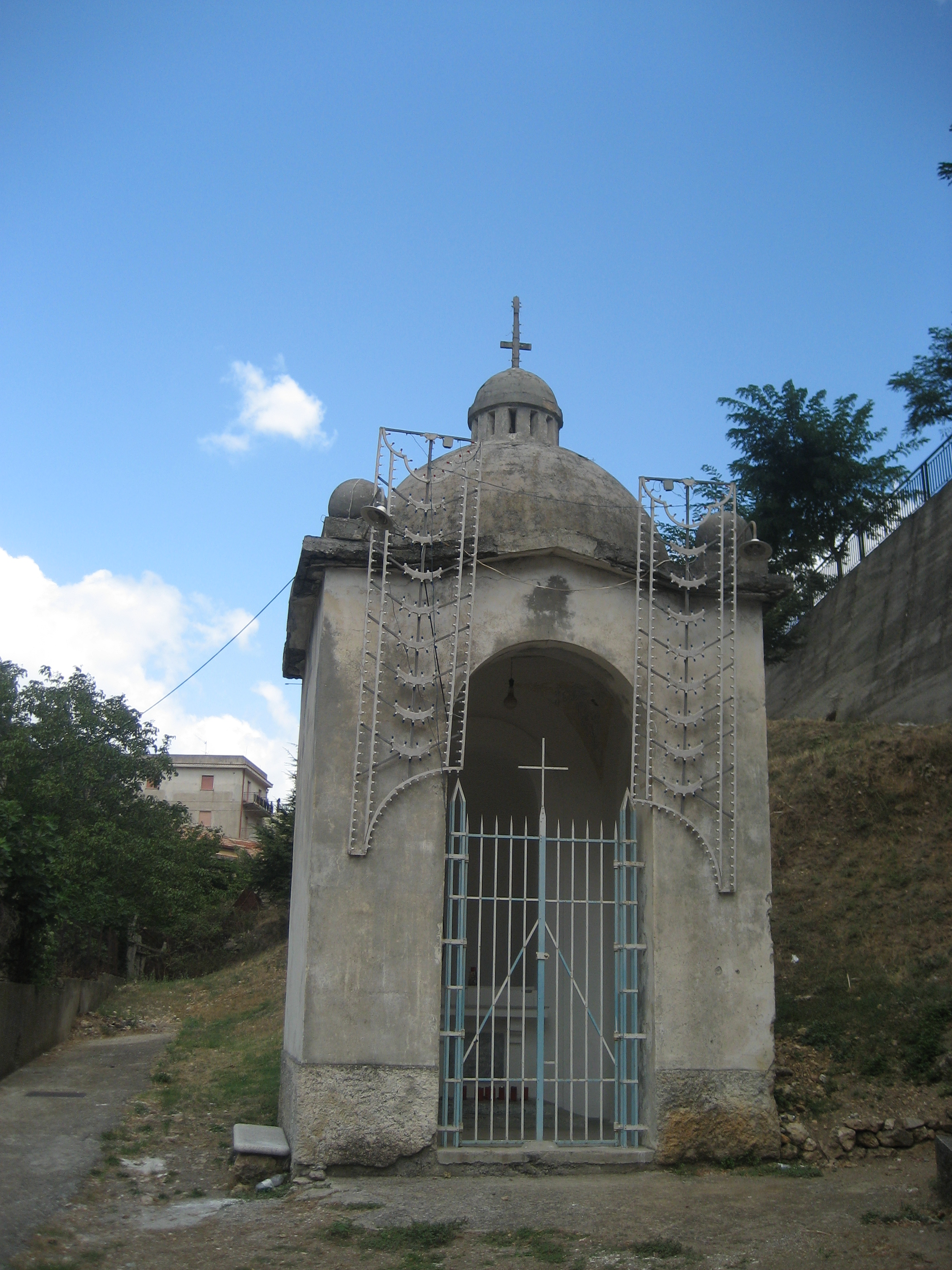
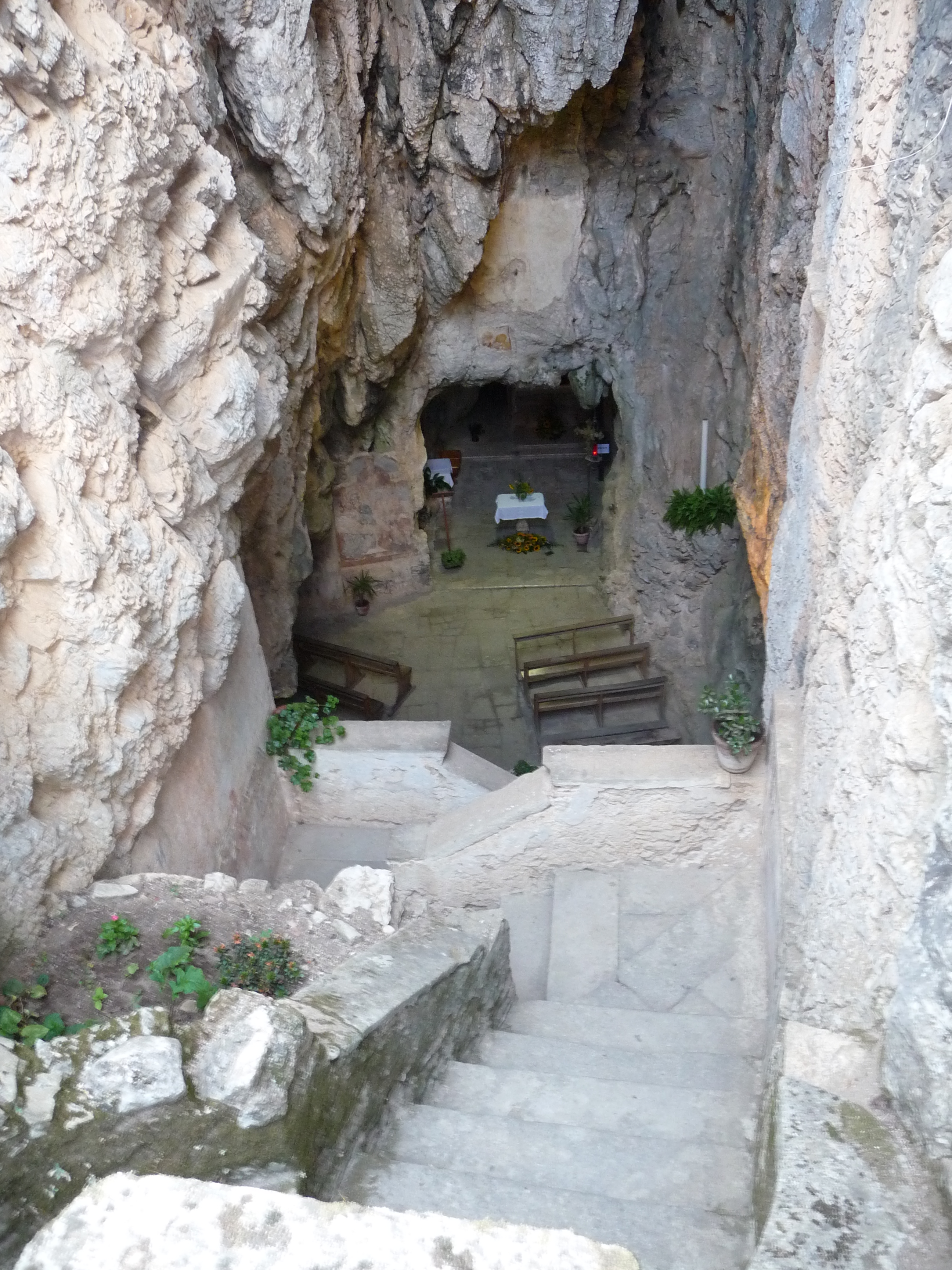
Kluis van Santa Maria della Stella
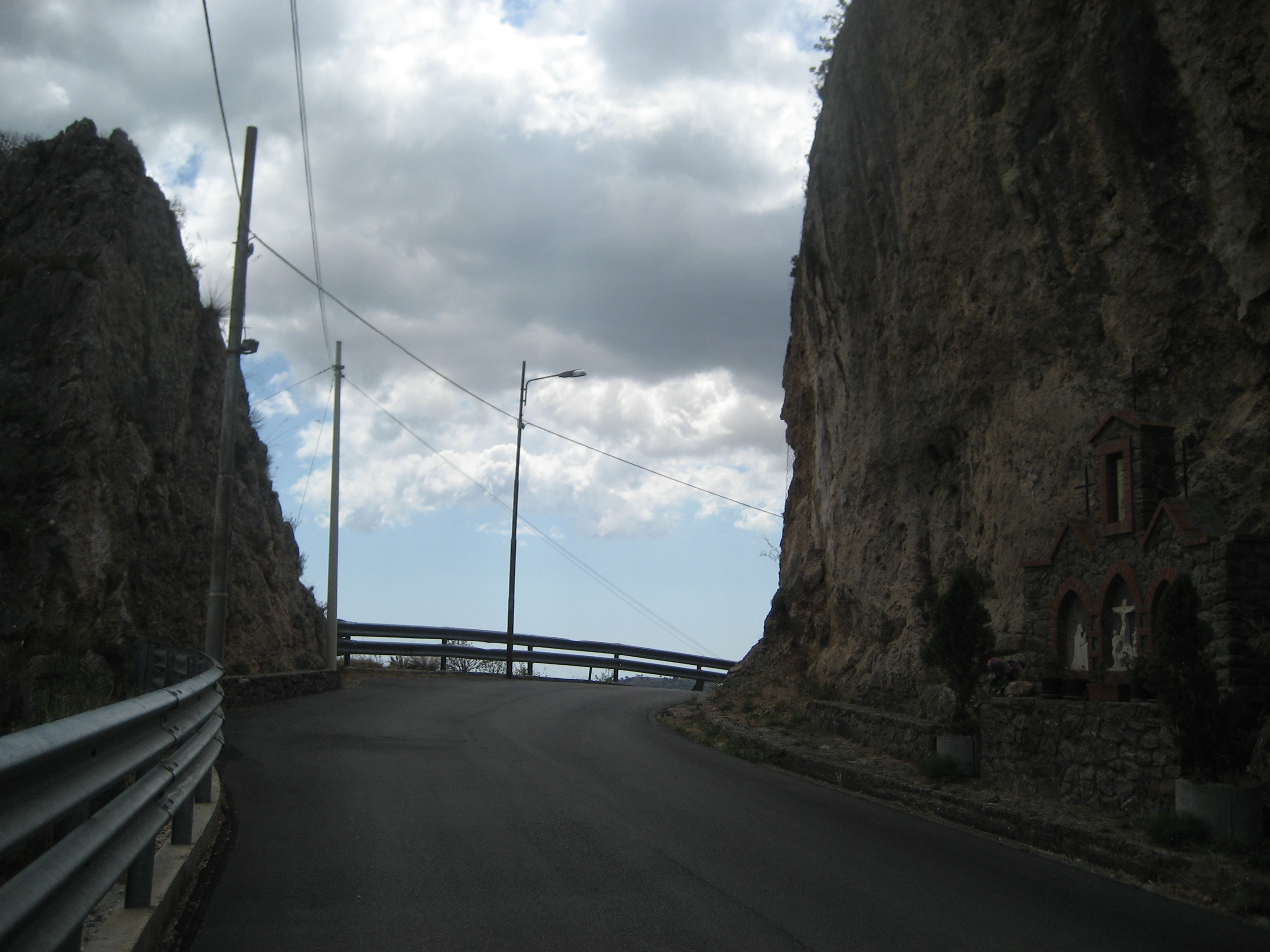
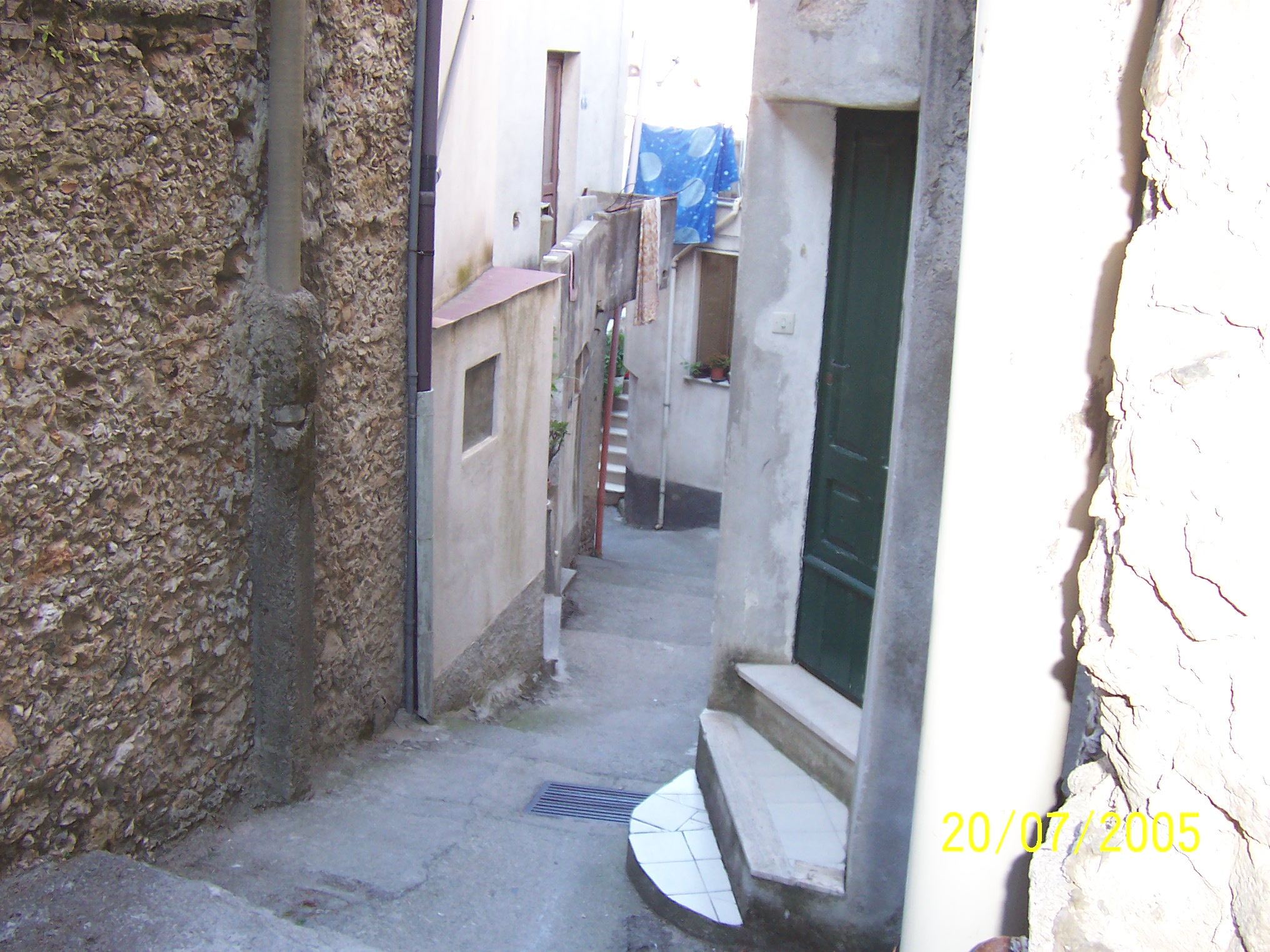
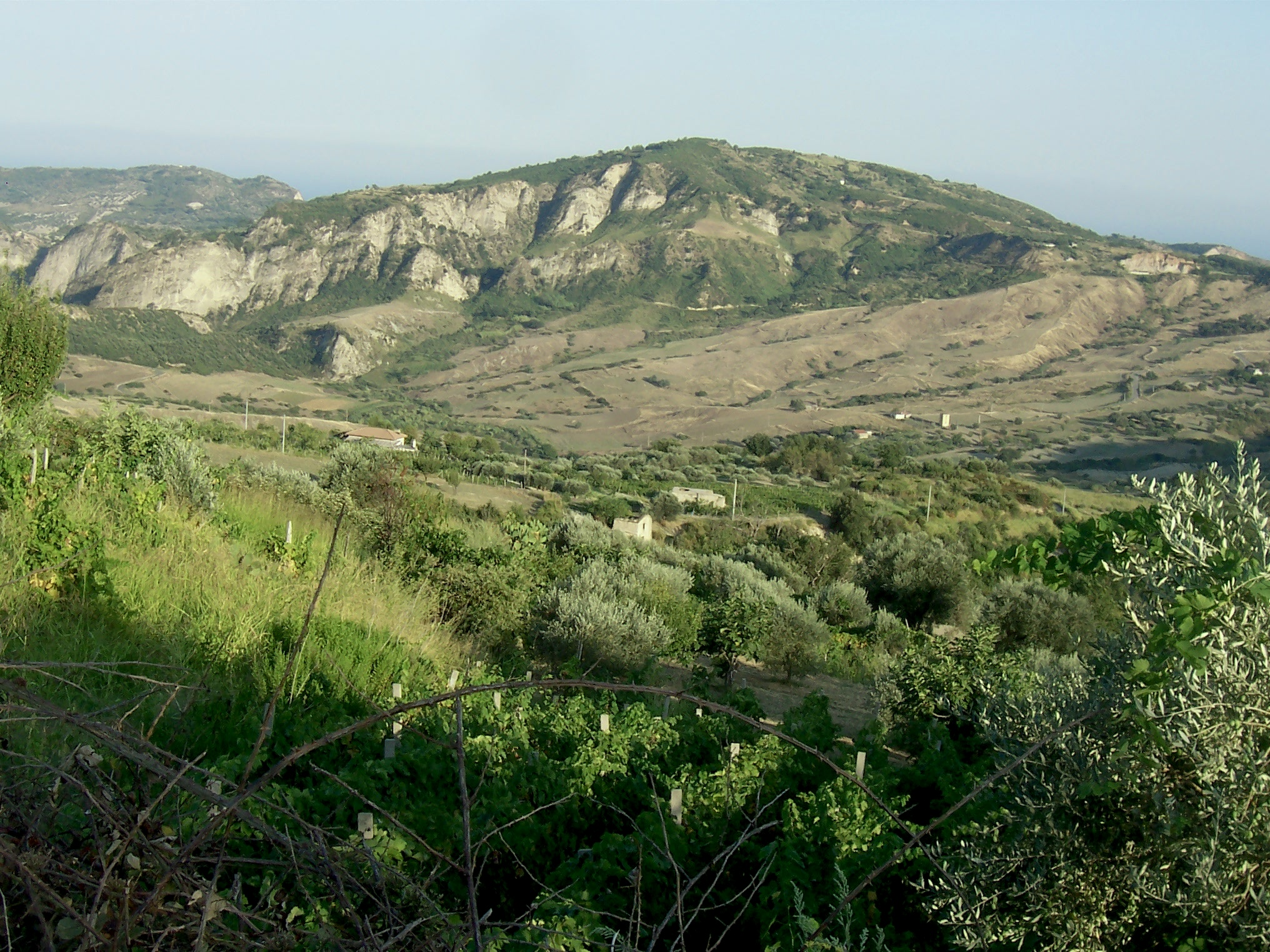
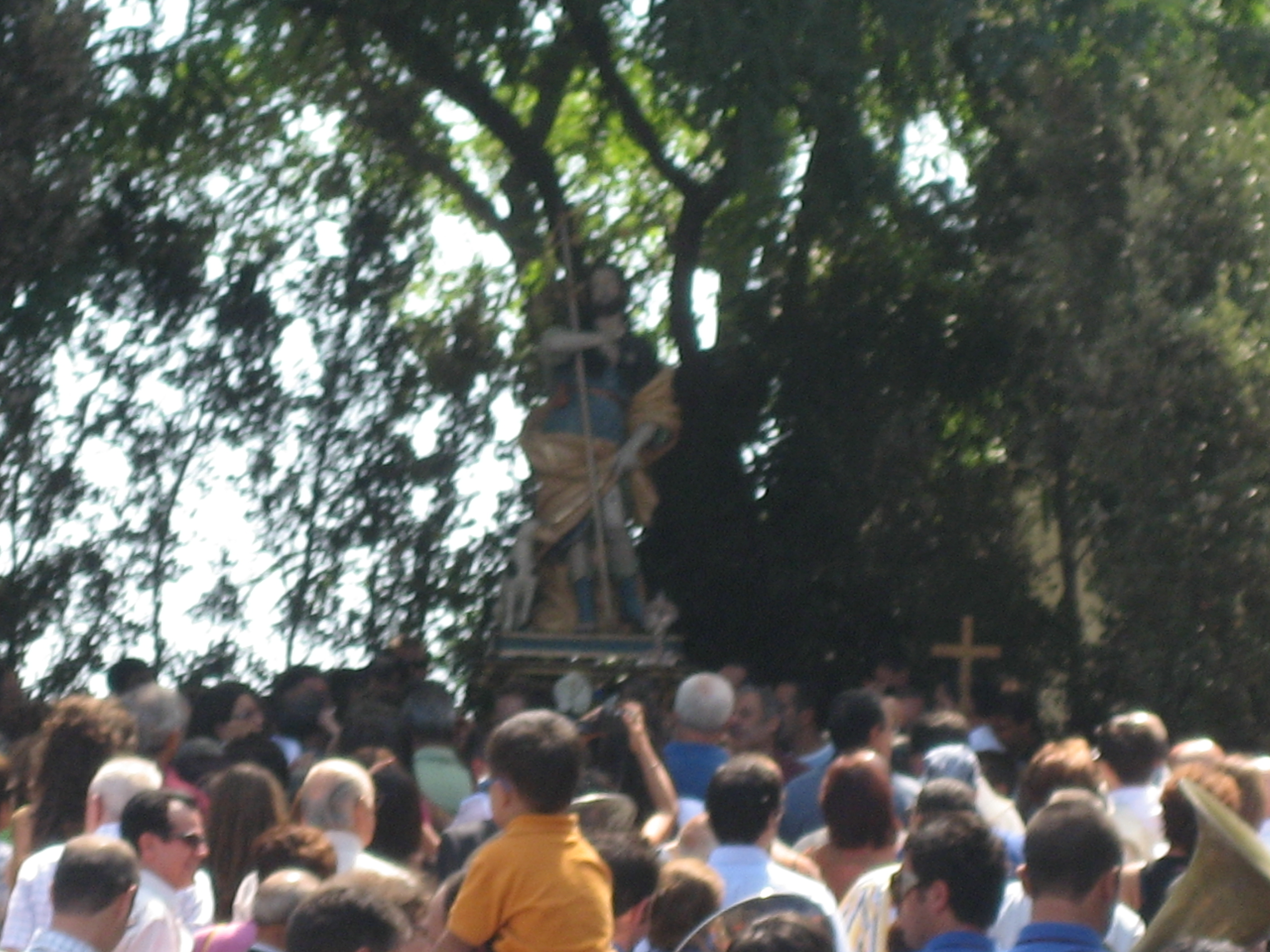
San Rocco's fiest
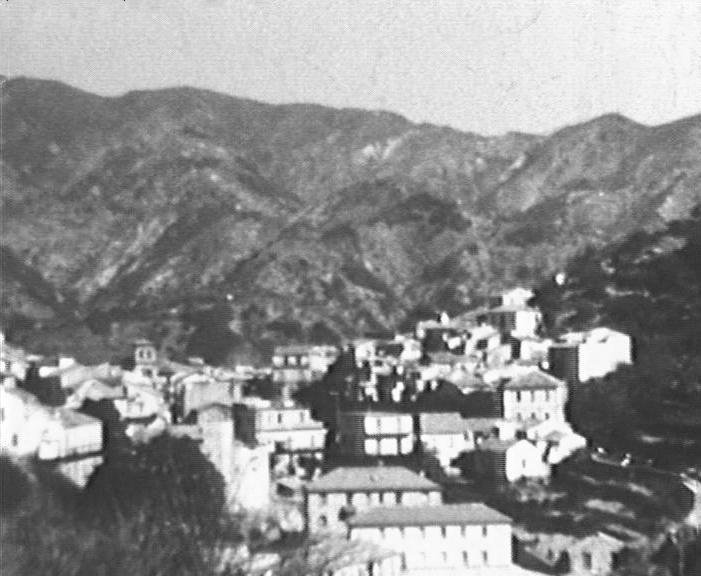
Pazzano (1965)
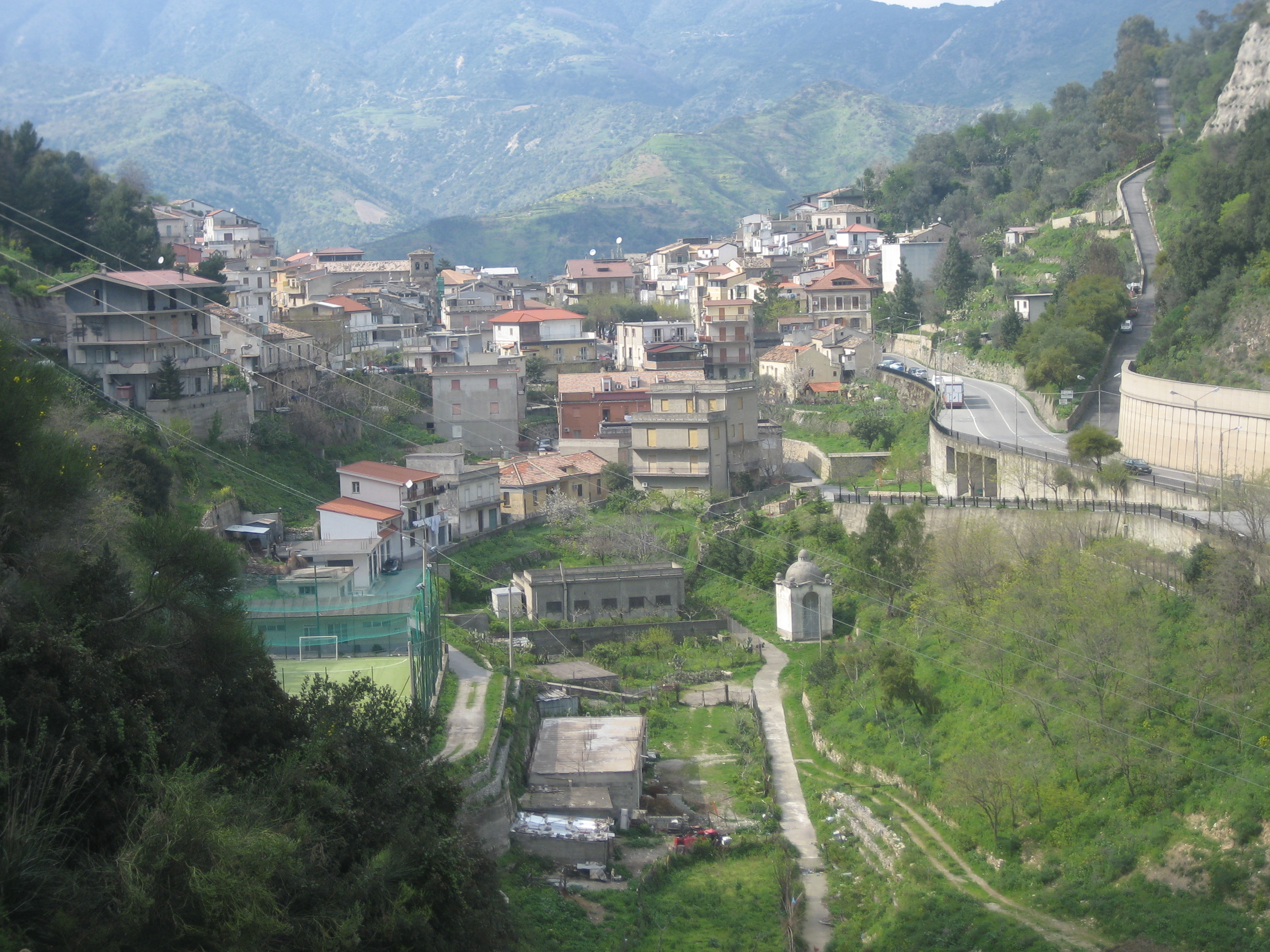
Pazzano
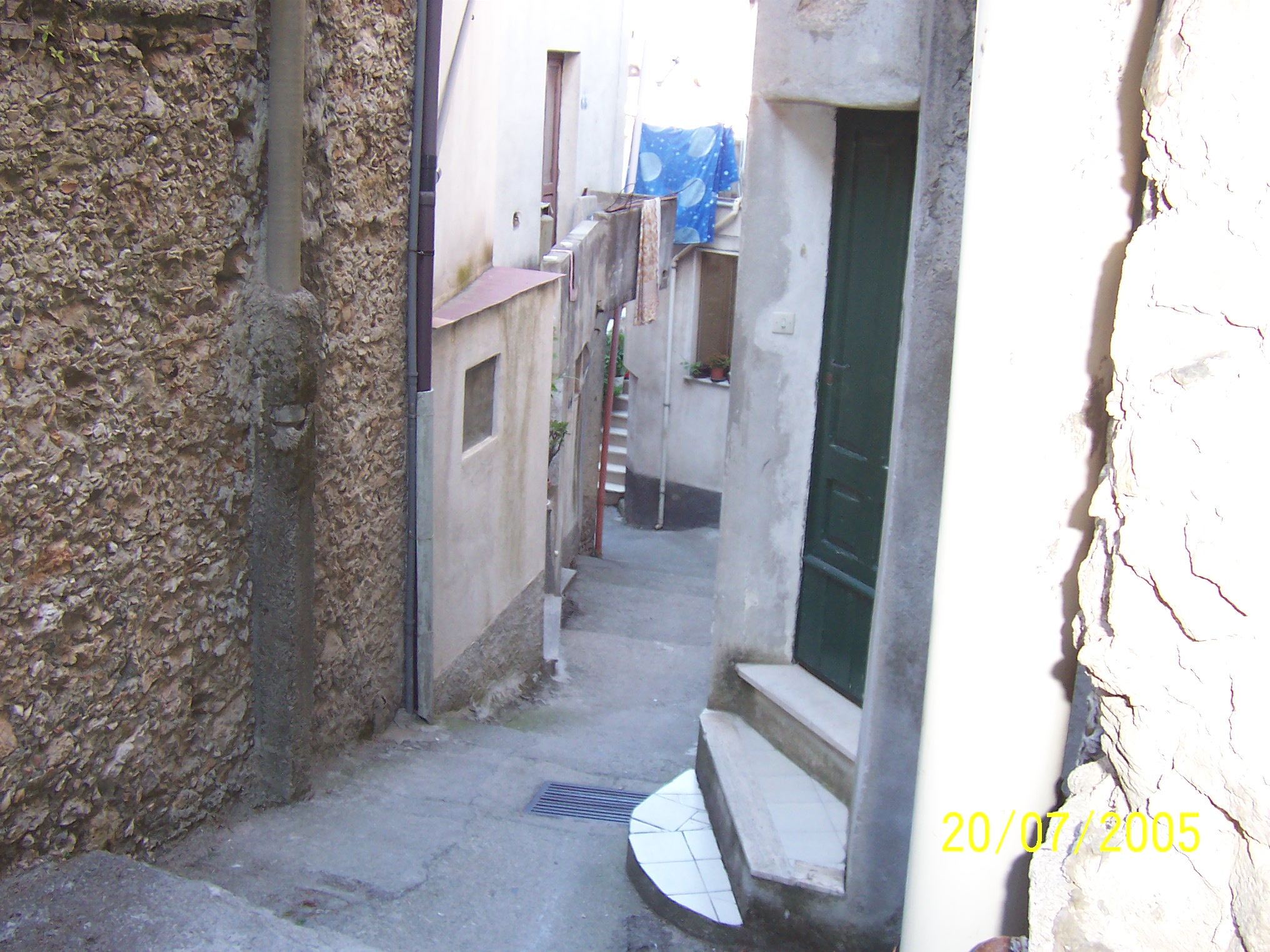
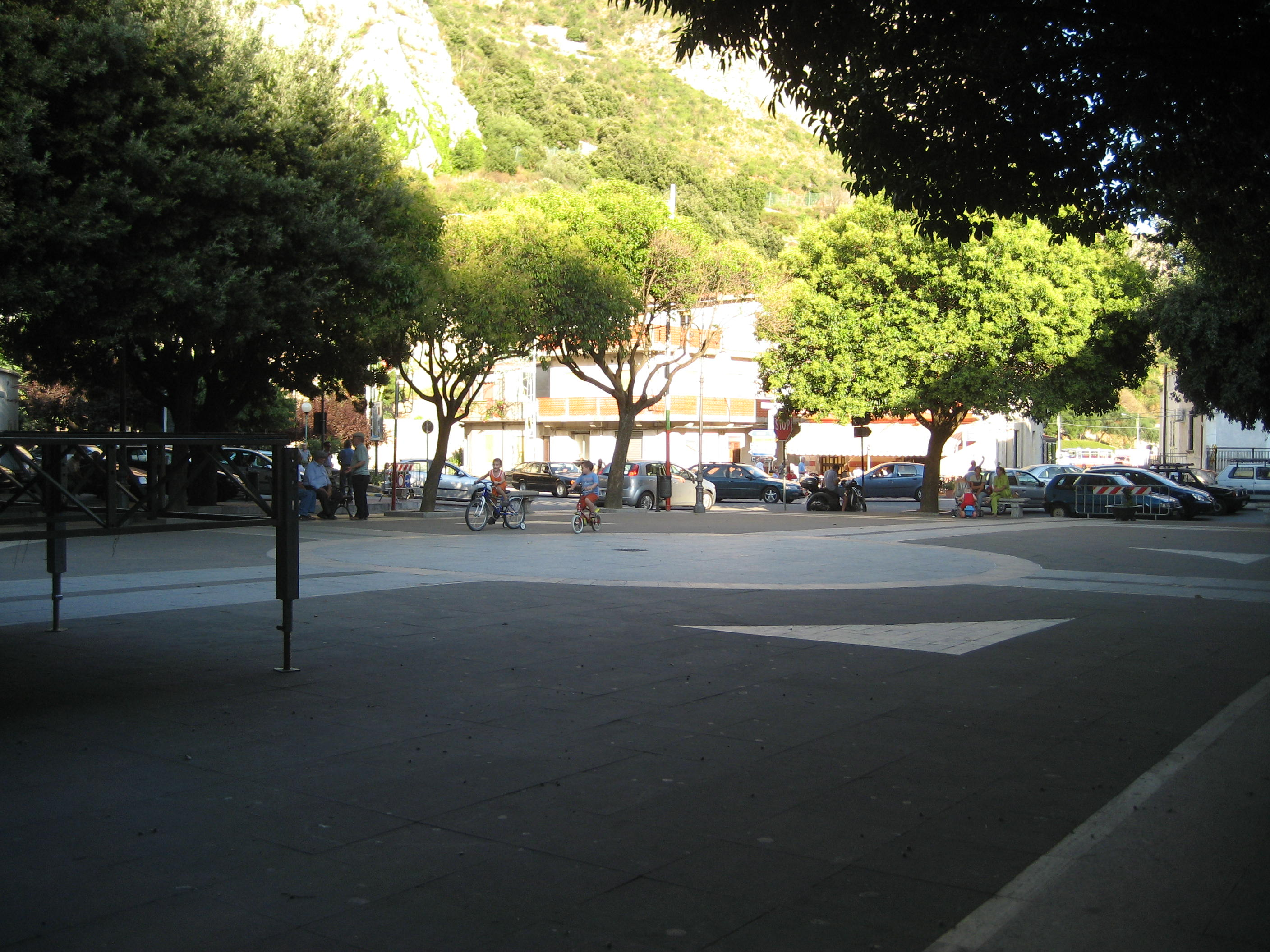
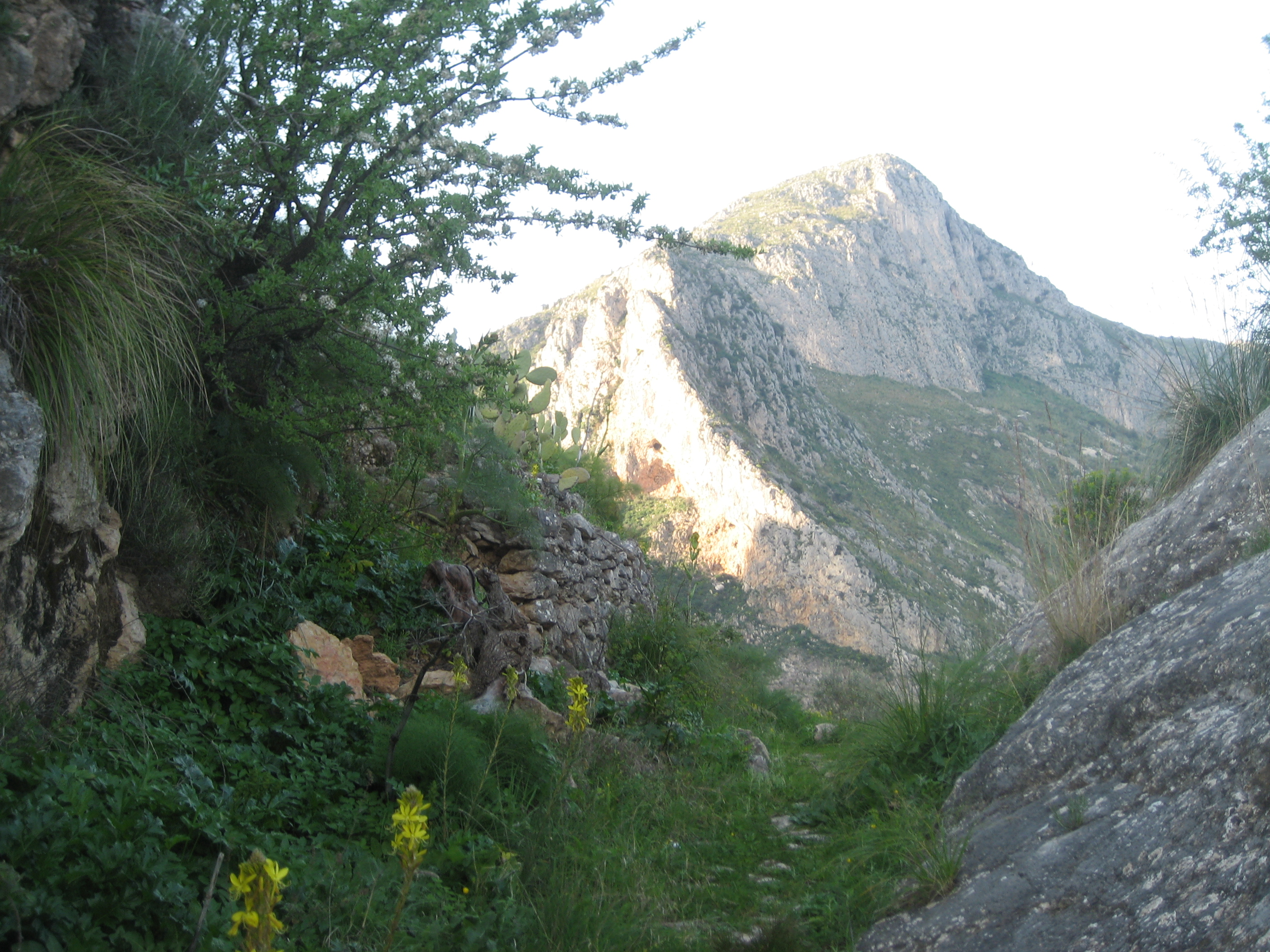
Monte Consolino
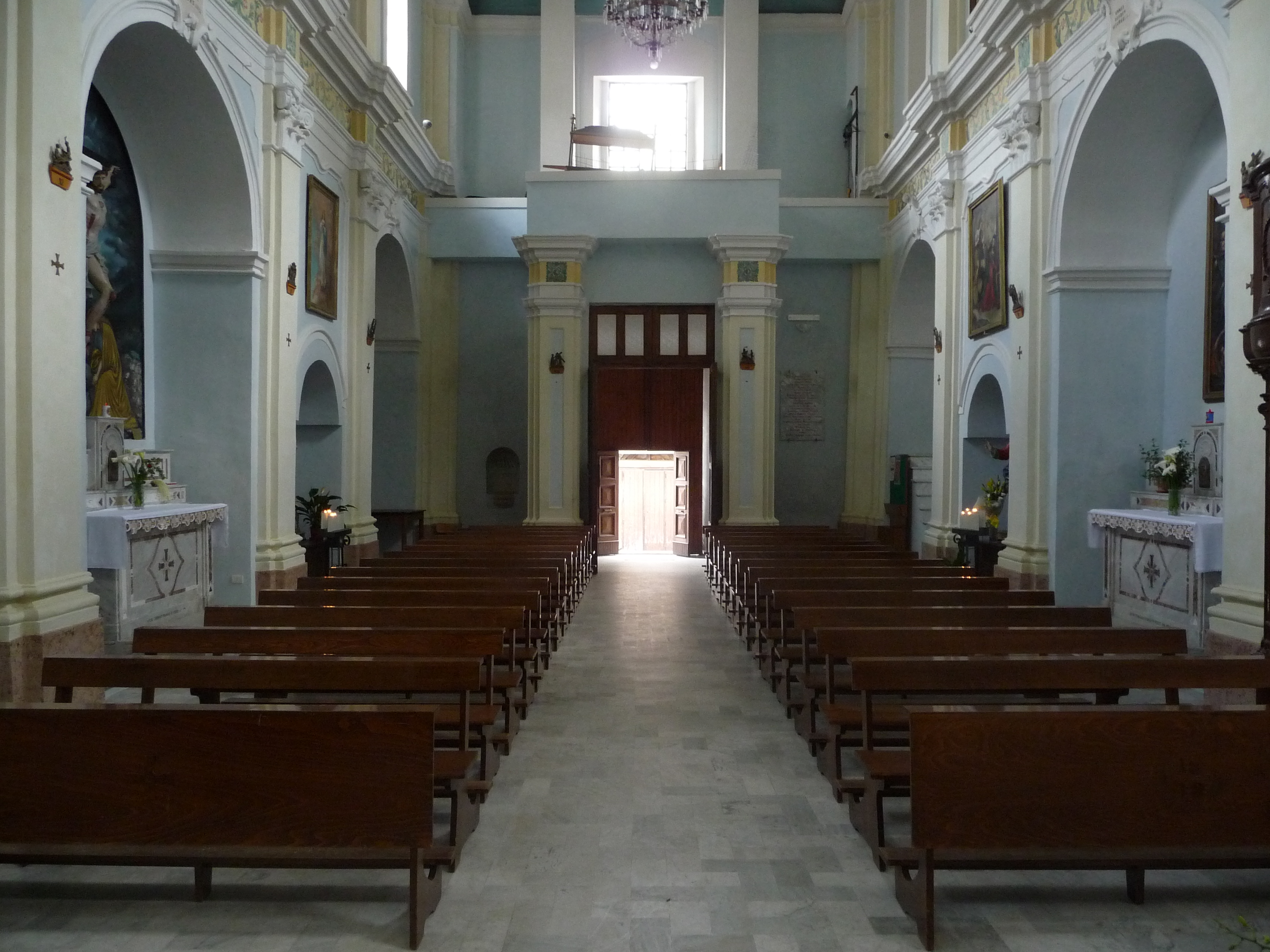
Chiesa Santa Maria Assunta
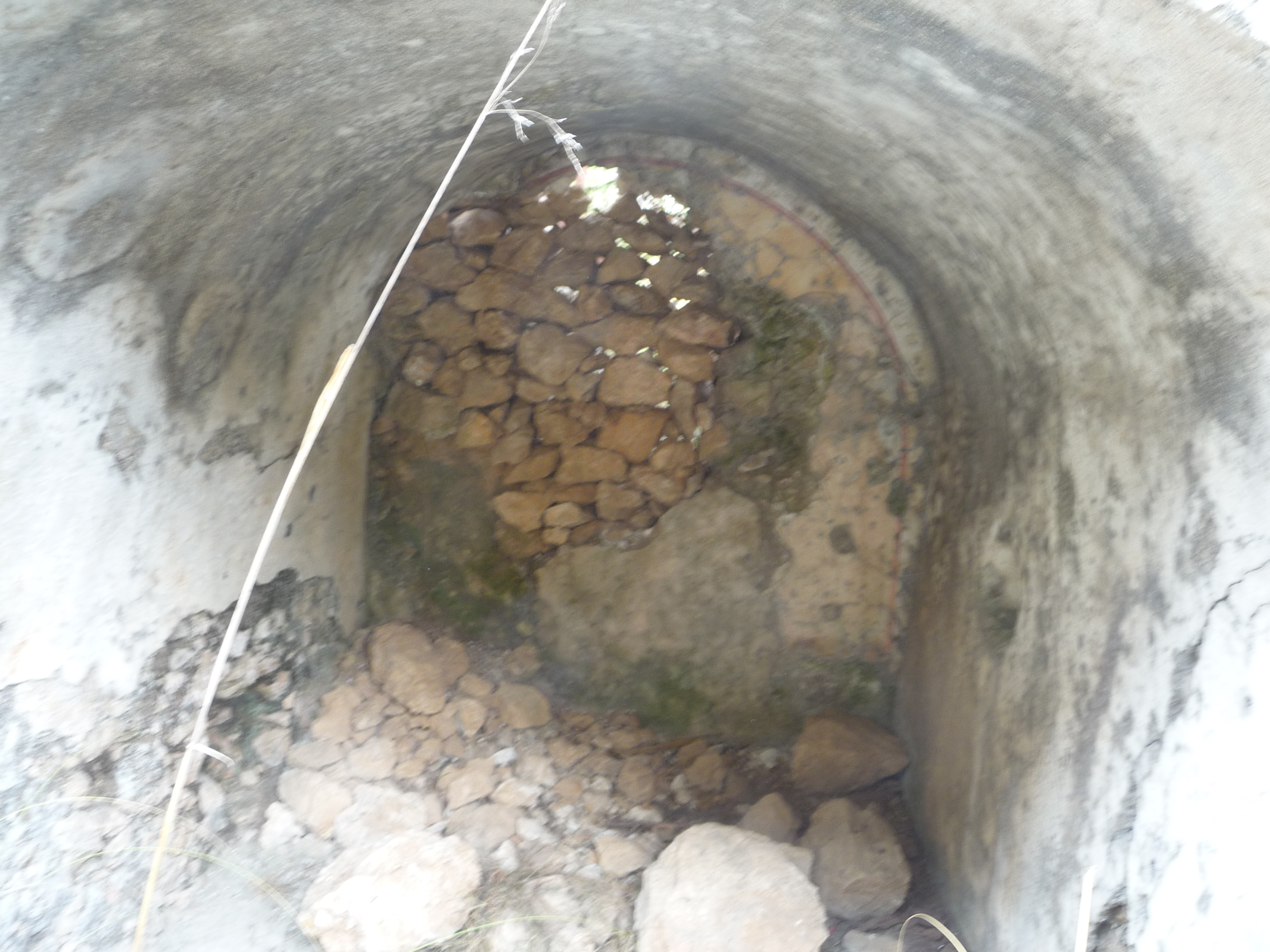
Chiesetta di San Rocco in stato di abbandono
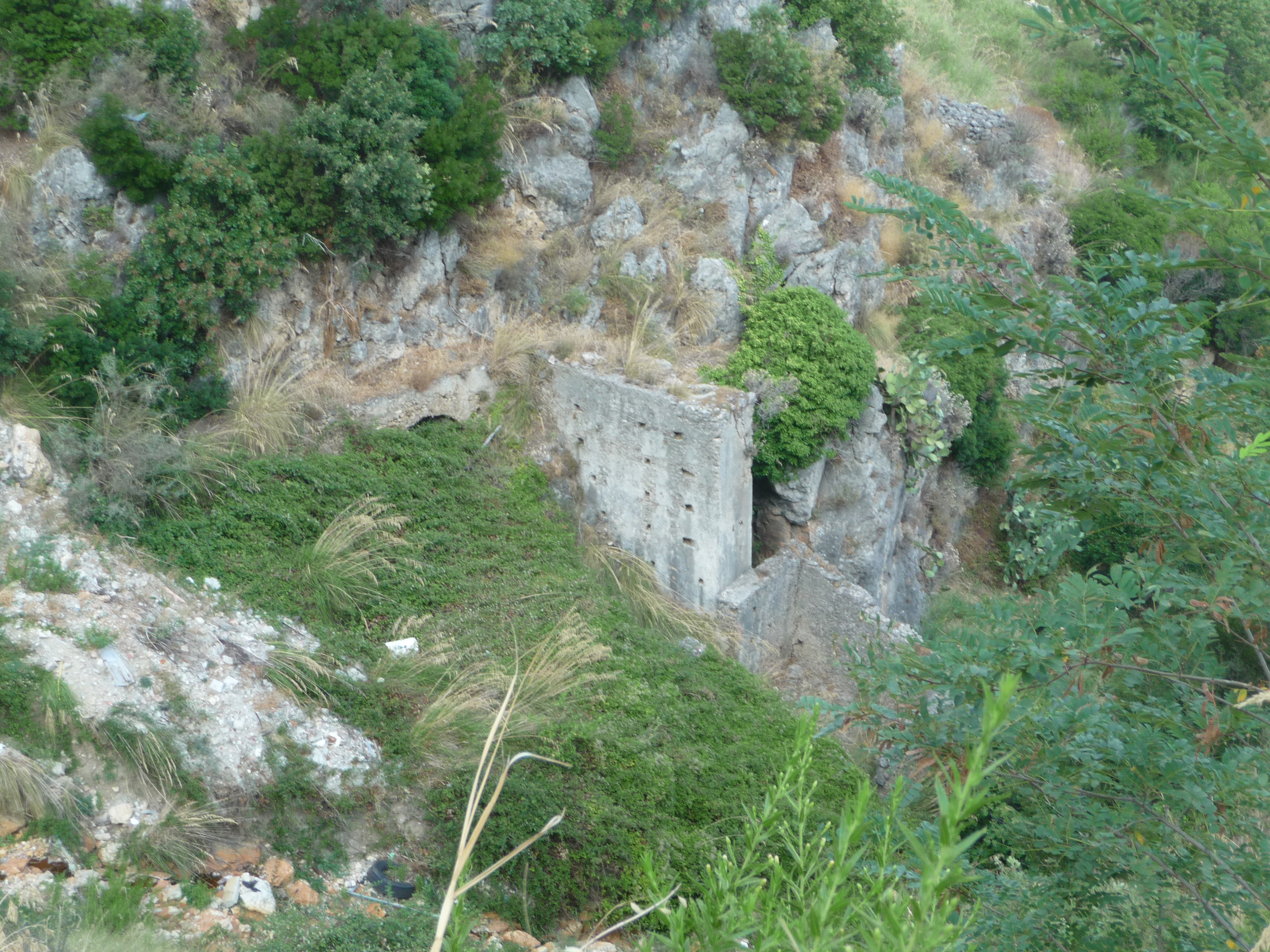
Resti di Mulino a Pazzano